# Peter Thorsboe
Peter Thorsboe (nascido em 9 de agosto de 1946) é um roteirista e diretor dinamarquês. Ele é conhecido por ter escrito e desenvolvido as séries de televisão Rejseholdet, The Eagle e The Protectors. Várias delas junto com seu irmão Stig Thorsboe e sua esposa Mai Brostrøm.

## Carreira
Peter Thorsboe criou várias séries policiais dinamarquesas de sucesso. Com Rejseholdet (2000-2004), The Eagle (2004-2006) e The Protectors (2009-2010) ele ganhou três Emmys internacionais. Ele e sua esposa, Mai Brostrom, escreveram a série policial The Team (2015) estrelada por Lars Mikkelsen, e mais recentemente, a série de suspense psicológico Modus (2015-2017), baseada nos romances da escritora norueguesa Anne Holt. A série se tornou o maior sucesso de audiência da TV4 sueca em vinte e cinco anos.

## Filmografia
- På rundrejse med Niels Skousens Vincent (1974)
- Blomsten og forræderiet (1975)
- Den otteøjede skorpion (1979)
- Kurt og Valde (1983)
- Hver dag forsvinder (1984)
- Station 13 (1988-1989)
- Blændet (1992)
- Landsbyen (1995)
- Krystalbarnet (1996)
- Taxa (1997-1999)
- Morten Korch - Ved stillebækken (1999-2000)
- Rejseholdet (2000-2002)
- The Eagle (2004-2006)
- The Protectors (2009-2010)
- Modus (2015-2017)
- The Team (2015)

## Prêmios e indicações
| Ano  | Prêmio                    | Categoria              | Titulo         | Resultado |
| ---- | ------------------------- | ---------------------- | -------------- | --------- |
| 2002 | International Emmy Awards | Melhor Série Dramática | Rejseholdet    | Venceu    |
| 2005 | International Emmy Awards | Melhor Série Dramática | The Eagle      | Venceu    |
| 2009 | International Emmy Awards | Melhor Série Dramática | The Protectors | Venceu    |